# Кононов Віталій Миколайович
Кононов Віталій Миколайович (нар. 2 квітня 1950 року) — український політик, Народний депутат України 3-го скликання від партії Зелених України.

## Короткий життєпис
Народився 2 квітня 1950 року в Кобулеті (Грузія).
Вищу освіту отримав в Київському політехнічному інституті, за фахом — технолог органічного і нафтохімічного синтезу.
Працював інженером, начальником дільниці Долгопрудненського ОПУ всесоюзного тресту «Оргхім». У 1991–1997 роках — заступник директора фірми «Червона Рута», один із засновників та організаторів однойменного фестивалю.
В політику В.Кононов прийшов в 1990 році, коли — як активіст громадської організації «Зелений світ» — був обраний депутатом Київської міської ради. Водночас завдяки його зусиллям, Київ був проголошений територією, що потерпіла від Чорнобильської катастрофи.
З 1990-го року — член Партії зелених України, учасник всіх партійних з'їздів. В 1992 році обраний головою ПЗУ.
Віталій Кононов делегат І з'їзду Європейської федерації зелених партій (Відень, 1996 рік), III та IV з'їзду Федерації Європейських Зелених. 22 лютого 2004 року від імені Партії зелених України підписав документ про створення Партії зелених Європи на римському Капітолії.
З березня 1998 по квітень 2002 — Народний депутат України 3-го скликання, обраний за списком ПЗУ обраний, працював в парламентському комітеті з питань молодіжної політики, фізичної культури і спорту, очолював фракцію ПЗУ.
У 1999 р. балотувався на посаду президента. Кандидатура Кононова була висунута ПЗУ і на президентських виборах 2004 р., але за рішенням керівних органів партії він зняв свою кандидатуру.
Член Президії Товариства «Вінничани у Києві»